# Parula

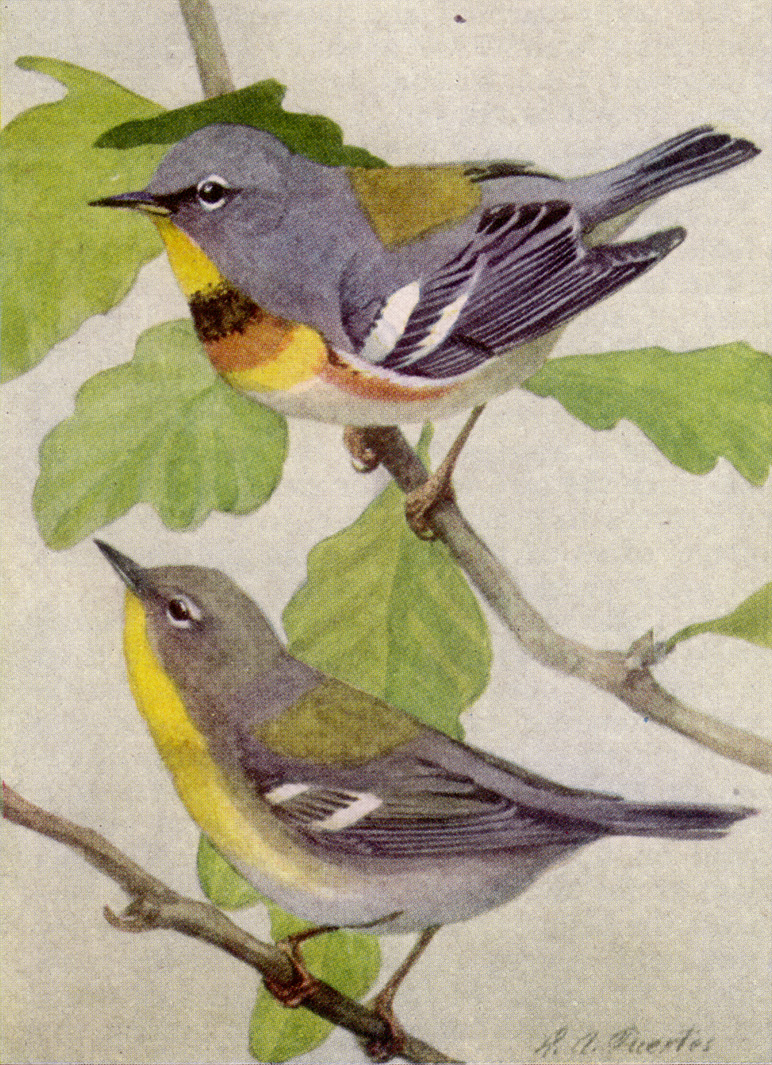
Couple de parulines à collier (anciennement Parula americana, dorénavant Setophaga americana)

Parula est un ancien genre de passereaux de la famille des Parulidae. Les espèces qui ont longtemps appartenu à ce genre ont été déplacées vers les genres Oreothlypis et Setophaga après des études génétiques.

## Liste des espèces
Avant son démantèlement, dans la classification de référence version 2.10 (2011) du Congrès ornithologique international, ce genre contenait les espèces suivantes :
- Parula americana – Paruline à collier
- Parula pitiayumi – Paruline à joues noires

Avant la classification de référence version 2.6 (2010) du Congrès ornithologique international, elle contenait en plus les espèces suivantes :
- Parula superciliosa – Paruline à croissant
- Parula gutturalis – Paruline embrasée

Les recherches génétiques, d'entre autres Lovette et al., ont montré que ces couples n'étaient pas des parents proches, mais qu'au contraire, ils étaient proches d'autres espèces, ce qui a conduit au démantèlement du genre.